# Wilhelm Ackermann
Wilhelm Friedrich Ackermann (Herscheid, 29 de março de 1896 — Lüdenscheid, 24 de dezembro de 1962) foi um matemático alemão. Conhecido pela função de Ackermann, um importante exemplo na teoria da computação.

## Biografia
Ackermann nasceu em Herscheid, Alemanha, e recebeu um Ph.D. pela Universidade de Göttingen em 1925 por sua tese Begründung des "tertium non datur" mittels der Hilbertschen Theorie der Widerspruchsfreiheit, que era uma prova de consistência aritmética aparentemente sem indução de Peano (embora usasse, por exemplo, indução sobre o comprimento das provas). Este foi um dos dois principais trabalhos em teoria da prova na década de 1920 e o único que seguiu a escola de pensamento de Hilbert.  De 1929 a 1948, lecionou no Arnoldinum Gymnasium em Burgsteinfurt, e depois em Lüdenscheid até 1961. Ele também foi membro correspondente da Akademie der Wissenschaften (Academia de Ciências) em Göttingen, e foi professor honorário na Universidade de Münster.
Em 1928, Ackermann ajudou David Hilbert a transformar suas palestras de 1917-22 sobre lógica matemática introdutória em um texto, Princípios de Lógica Matemática. Este texto continha a primeira exposição da lógica de primeira ordem e colocava o problema de sua completude e decidibilidade (Entscheidungsproblem). Ackermann passou a construir provas de consistência para a teoria dos conjuntos (1937), aritmética completa (1940), lógica livre de tipos (1952) e uma nova axiomatização da teoria dos conjuntos (1956).
Mais tarde na vida, Ackermann continuou trabalhando como professor do ensino médio. Ele se manteve engajado no campo da pesquisa e publicou muitas contribuições para os fundamentos da matemática até o fim de sua vida. Ele morreu em Lüdenscheid, Alemanha Ocidental, em dezembro de 1962.

## Trabalhos
- com David Hilbert: Grundzüge der Theoretischen Logik. Grundlehren der mathematischen Wissenschaften 27, Springer 1928
- Die Widerspruchsfreiheit des Auswahlaxioms, 1924, Nachrichten von der Gesellschaft der Wissenschaften zu Göttingen, Volume 1924, S. 246–250.
- Begründung des „tertium non datur“ mittels der Hilbertschen Theorie der Widerspruchsfreiheit, 1925, Mathematische Annalen, Volume 93, S. 1–36.
- Zum Hilbertschen Aufbau der reellen Zahlen, 1928, Mathematische Annalen, Volume 99, S. 118–133.
- Über die Erfüllbarkeit gewisser Zählausdrücke, 1928, Mathematische Annalen, Band 100, S. 638–649.
- Untersuchungen über das Eliminationsproblem der mathematischen Logik, 1935, Mathematische Annalen, Volume 110, S. 390–413.
- Zum Eliminationsproblem der mathematischen Logik, 1935, Mathematische Annalen, Volume 111, S. 61–63.
- Beiträge zum Entscheidungsproblem der mathematischen Logik, 1936, Mathematische Annalen, Volume 112, S. 419–432.
- Die Widerspruchsfreiheit der allgemeinen Mengenlehre, 1936, Mathematische Annalen, Volume 114 (1937), S. 305–315.
- Mengentheoretische Begründung der Logik, 1938, Mathematische Annalen, Volume 115, S. 1–22.
- Zur Widerspruchsfreiheit der Zahlentheorie, 1940/1941, Mathematische Annalen, Volume 117, S. 162–194.
- Ein System der typenfreien Logik. Band I, Leipzig 1941.
- Konstruktiver Aufbau eines Abschnitts der zweiten Cantorschen Zahlenklasse, 1951, Mathematische Zeitschrift, Band 53, Heft 5, S. 403–413.
- Zur Axiomatik der Mengenlehre, 1955, Mathematische Annalen, Volume 131 (1956), S. 336–345.
- Widerspruchsfreier Aufbau einer typenfreien Logik., 1951/52, Mathematische Zeitschrift, Band 55, S. 364–384.
- Widerspruchsfreier Aufbau einer typenfreien Logik. II., 1953, Mathematische Zeitschrift, Band 57, S. 155–166.
- Philosophische Bemerkungen zur mathematischen Logik und zur mathematischen Grundlagenforschung. In: Ratio. Band 1, 1957.
- Ein typenfreies System der Logik mit ausreichender mathematischer Anwendungsfähigkeit I., 1958, Archiv für mathematische Logik und Grundlagenforschung, Band 4, S. 3–26.
- Ein typenfreies System der Logik mit ausreichender mathematischer Anwendungsfähigkeit II., 1960/61, Archiv für mathematische Logik und Grundlagenforschung, Volume 5, S. 96–111.